# Prix Martin Luther King (Ghana)
Ne pas confondre avec le Dr. Martin Luther King Jr. Achievement Award décerné par le Center for Black Culture and Research ni avec le Prix Martin Luther King (sv)décerné en Suède.
Le Prix Martin Luther King Jr pour la paix et la justice sociale est un prix décerné par l'ambassade des États-Unis d'Amérique au Ghana et l'organisation pacifiste-religieuse Fellowship of Reconciliation

## Lauréats
- 2009 : Angela Dwamena-Aboagye[2],[3].
- 2012 : David Abdulai (en)[4],[5]
- 2013 : Afi Azaratu Yakubu, en reconnaissance de son travail dans la promotion de la paix et de la sécurité dans la région du Nord du Ghana[6].
- 2018 : Yaw Ofori Debrah (en), pour son activisme et son travail focalisé on sur les personnes handicapées et leurs droits[7]